# El merodeador
El merodeador es una película estadounidense de 1951, dirigida por Joseph Losey. protagonizada por Van Heflin y Evelyn Keyes en los papeles principales. 

## Sinopsis
Webb Garwood (Van Helfin) es un  policía oportunista, al que se le presenta de pronto la ocasión de su vida al conocer a Susan Gilvray (Evelyn Keyes), solitaria y triste joven casada con un locutor de radio (Sherry Hall) mucho más mayor que ella, cuyo programa se desarrolla todas las noches, esto permite de alguna manera que la pareja forje su historia de amor, llegando Webb a urdir un complicado plan para poder conseguir el sueño de ser el propietario de un fructífero motel en Las Vegas, todo se viene abajo cuando descubren que ella está embarazada, retorciendo de nuevo el ardid creado con anterioridad.

## Reparto
- Van Heflin - Webb Garwood
- Evelyn Keyes - Susan Gilvray
- John Maxwell - Bud Crocker
- Katherine Warren - Señora Crocker
- Emerson Treacy - William Gilvray
- Dalton Trumbo - John Gilvray (voz)

- Datos: Q3041083